# Якуш, Михаил Михайлович
Михаил Михайлович Якуш (4 февраля 1947, Ивановский район, Пинская область — 15 октября 2021) — депутат Государственной думы второго созыва.

## Биография
Родился 4 февраля 1947 года в д. Достоево (ныне Ивановского района Брестской области Белоруссии).

### Образование
Окончил ВПШ при ЦК КПСС.
Трудовую деятельность начинал столяром в Урупском шахтоуправлении (Карачаево-Черкесская автономная область) в 1964 году, работал руководителем кружков технического творчества в Урупском районном Доме пионеров и школьников, токарем на Урупском горнообогатительном комбинате.

### Политическая деятельность
С 1971 года — инструктор, заведующий организационным отделом Урупского райкома КПСС, затем — инструктор Карачаево-Черкесского обкома КПСС.
С 1982 по 1985 год — второй секретарь Хабезского райкома КПСС. С 1985 года занимал руководящие должности в областном управлении сельского хозяйства, был заместителем председателя областного агропромышленного комитета.
В июне 1995 года был избран депутатом Народного Собрания Республики Карачаево-Черкесии, возглавил Комитет по финансам и налогам.
В декабре 1995 года избран депутатом Государственной Думы второго созыва, был членом фракции КПРФ, членом Комитета по делам национальностей.
В 1999 году баллотировался на пост президента Карачаево-Черкесии, занял третье место, набрав около 16 % голосов.
Является членом ЦК КПРФ с 1995 года. Был первым секретарём Карачаево-Черкесского отделения КПРФ.
Скончался 15 октября 2021 года.

## Семья
Был женат, имеет двоих детей.